# Arnoldo Iguarán
Arnoldo Alberto Iguarán Zúñiga (* 18. Januar 1957 in Riohacha) ist ein ehemaliger kolumbianischer Fußballspieler, der mit der Nationalmannschaft seines Heimatlandes an der Fußball-Weltmeisterschaft 1990 teilnahm.

## Karriere

### Vereinskarriere
Arnoldo Iguarán wurde 1957 in Riohacha, der Hauptstadt der kolumbianischen Provinz La Guajira im Norden des Landes geboren. In diesem Landesteil begann er auch mit dem Fußballspielen; im Jahre 1978 wurde er in die erste Mannschaft von Cúcuta Deportivo aufgenommen. In den folgenden drei Jahren war er für Cúcuta aktiv, der Gewinn eines Titels blieb ihm dabei aber verwehrt. 1981 verließ Iguarán Kolumbien für ein Jahr und ging ins benachbarte Venezuela, wo er sich dem noch nicht allzu lang bestehenden heutigen Spitzenverein Deportivo Táchira FC aus San Cristóbal anschloss. Iguarán spielte nur ein Jahr bei Deportivo Táchira und konnte mit dem Verein trotzdem Meister werden. In der Primera División Venezolana 1981 wurde man Meister durch einen ersten Platz in der Finalrunde mit jeweils drei Punkten vor Estudiantes de Mérida und dem Valencia FC, dem heutigen Carabobo FC. Dies bedeutete den nach 1979 zweiten Meistertitel für Táchira. Trotz des Erfolges in Venezuela verließ Arnoldo Iguarán den Verein nach nur einem Jahr wieder, um in seine Heimat zurückzukehren. Erneut nur ein Jahr lang war er nun für Deportes Tolima am Ball, ehe er 1983 einen Vertrag bei CD Los Millonarios unterschrieb.
Bei den Millionären avancierte Arnoldo Iguarán, der auf der Position eines Angreifers agierte, zur absoluten Stammkraft und verbrachte die nächsten zwölf Jahre seiner Karriere bei dem Verein. In einer Zeit, in der der kolumbianische Fußball seine Blütezeit erlebte und 1989 in Atlético Nacional den ersten kolumbianischen Copa-Libertadores-Sieger hatte, konnte Iguarán mit Los Millonarios zweimal die Meisterschaft nach Bogotá holen, in den Jahren 1987 und 1988 wurde man Erster in der Categoría A. Während die großen Konkurrenten wie die América de Cali, Deportivo Cali oder Atlético Nacional kontinental auf sich aufmerksam machen konnten, gelang dies den Millonarios nicht, sie scheiterten in der Copa Libertadores meist frühzeitig. Insgesamt spielte Arnoldo Iguarán bis ins Jahr 1995 bei Millonarios. Im Sommer des genannten Jahres wechselte er zurück zu seinem Heimatverein Cúcuta Deportivo, wo er noch zwei Jahre aktiv war, ehe er 1997 seine Karriere im Alter von vierzig Jahren beendete.

### Nationalmannschaft
Zwischen 1979 und 1993 kam Arnoldo Iguarán zu insgesamt 68 Einsätzen in der kolumbianischen Fußballnationalmannschaft. Damit belegt er zusammen mit Torhüter René Higuita den achten Platz der Liste der Spieler mit den meisten Länderspielen für Kolumbien. Rekordnationalspieler Carlos Valderrama, der auch zu Zeiten von Arnoldo Iguarán aktiv war, bringt es jedoch auf gut vierzig internationale Einsätze mehr. Mit seinen 25 Treffern im Nationaltrikot war Arnoldo Iguarán Rekordtorschütze der Cafeteros, wurde aber am 7. Juni 2017 von Falcao, der 26 Mal traf, abgelöst.
Von Nationaltrainer Francisco Maturana wurde Arnoldo Iguarán in den Kader für die Fußball-Weltmeisterschaft 1990 in Italien berufen. Bei dem Turnier erreichte die kolumbianische Mannschaft das Achtelfinale, nachdem in der Gruppenphase der dritte Rang hinter Deutschland, Jugoslawien und vor den Vereinigten Arabischen Emiraten belegt wurde. Dem späteren Weltmeister Deutschland trotzte man dabei durch ein Tor von Freddy Rincón in der letzten Spielminute des dritten Vorrundenspiels im Mailänder Giuseppe-Meazza-Stadion ein 1:1 ab und sicherte so Platz drei. In der Runde der besten sechzehn Mannschaften traf man auf Kamerun. Nach Ablauf der neunzig Spielminuten hatte es im Stadio San Paolo von Neapel torlos remis gestanden und eine Verlängerung musste über den Viertelfinalteilnehmer entscheiden. Zwei Tore von Roger Milla besiegelten das Aus für Kolumbien, Bernardo Redín konnte nur noch Ergebniskosmetik betreiben. Arnoldo Iguarán wurde während des Achtelfinales in der 63. Minute für Luis Fajardo eingewechselt, zuvor war er in den ersten beiden Gruppenspielen von Beginn an und im letzten Vorrundenspiel nicht eingesetzt worden.

## Erfolge
- Kolumbianische Fußballmeisterschaft: 2× (1987, 1988)

- Venezolanische Fußballmeisterschaft: 1× (1981)

- bester Torschütze der Copa América: 1× (1987)